# 유혜영 (피아니스트)
유혜영 劉惠榮(1967년 7월 8일 ~ )은 대한민국의 피아니스트이다.

## 학력
예원학교, 서울예술고등학교를 졸업하고 연세대학교 음악대학을 수석으로 입학. 이경숙 교수 사사. 인디애나 음악대학에서 메나헴 프레슬러(Menahem Pressler)를 사사하여 석사학위를 받았고 라이스 음악대학에서 로버트 루 (Robert Roux)를 사사하여 박사학위(Doctor of Musical Art)를 받았다.

## 수상경력과 교향악단과의 협연경력
대학재학시절 서울챔버오케스트라(지휘 김용윤, 호암아트홀)와의 협연으로 데뷔무대를 가진후 중앙일보 콩쿠르에 2위로 입상하며 두각을 나타내었다. 이후 KBS교향악단 (지휘 금난새, 서울 KBS홀), 연세 심포니 오케스트라 (지휘 최승한), 유러피안 마스터 오케스트라 (지휘 금난새, 부산 KBS홀), 서울 심포니 오케스트라 (예술의전당 컨서트홀)와의 협연등 활발한 연주활동을 하고 도미후 미국 인디애나음대 협주곡 콩쿠르에서 우승하여 인디애나음대 모차르트 페스티벌 오케스트라 (블루밍턴, 인디애나)와 협연하였다. 또한 Constantine Kitsopoulos가 지휘하는 뉴욕챔버오케스트라와의 협연으로 뉴욕카네기홀에 데뷔하여 호평을 받았다. 1993년 음악저널제정 “베스트신인연주자상”을 수상하여 초청 독주회를 가진바 있다. 또한 라이스음대 협주곡 콩쿠르에서 우승하여 라이스음대 심포니오케스트라와 베토벤 ‘황제’를 협연하여 관중들의 기립박수와 함께 극찬을 받았다.
이외에도 Alexander Dmitriev가 지휘하는 St. 페테르부르그 심포니 오케스트라(세종문화회관 대강당), 서울 신포니에타(예술의 전당 컨서트홀), 루마니아 필하모닉 오케스트라(지휘Radu Gabriel Ciorei, 예술의전당 컨서트홀), 청주시향(지휘 금난새, 청주문화회관), 부산시향(지휘 금난새, 부산문화회관), 폴란드 제슈프 필하모닉 오케스트라(지휘 Tadeusz Wojclechowski, 폴란드), 비엔나 신포니에타(지휘 Christian Schultz, 대전 KBS홀), 야나첵 챔버오케스트라(예술의 전당 컨서트홀) 등 국내외 유수의 오케스트라와 협연하였다.

## 독주회
- 1993 유혜영 피아노 독주회(호암아트홀)
- 1993 6인의 평론가 초청독주회(예술의 전당)
- 1994 독주회(서울 예술의 전당, 대구 시민회관)
- 1994 쇼팽홀 초청 젊은 피아니스트 기획 독주회(쇼팽홀)
- 2003 독주회(휴스턴, 텍사스)
- 2004 독주회(휴스턴, 텍사스)
- 2009 독주회(서울 예술의 전당)
- 2011 유혜영 피아노독주회 시리즈 I “Sonata quasi una Fantasia”(예술의 전당)
- 2015 유혜영 피아노독주회 시리즈 II “Light, Fantasy”(금호아트홀)
- 2017 미국 Youngstown University 초청독주회
- 2018 유혜영 피아노독주회 시리즈 III  “All That Suite”(예술의 전당)

## 듀오 및 실내악공연
- 바리톤 고성현, 소프라노 조경화를 비롯하여 바이올리니스트 김영준, 이승일, 독일의 바이올니스트 Koh Gabriel Kameda, 뉴욕에서 활동하는 바이올리니스트 Eric Silberger를 비롯하여 세계적인 첼리스트 Suren Bagratuni, 배일환, 세계적인 비올리스트 Eric Shumsky, Misha Galaganov등 국내외 최정상급 연주자들과 함께 호흡을 맞추었다.

## 교수 및 기타경력
- 연세대 음악대학 객원교수 역임, 서울신학대학 겸임교수 역임,
- 한국피아노학회 교육분과위원장 역임
- 미국 라이스음대 예비학교 강사 역임
- 음악저널콩쿨, 틴에이저콩쿨 심사위원 역임
- 숙명여대, 충남대 강사 역임, 예원, 서울예고 강사역임
- N.W.A Group 소속 Artist로 NWA 음악회 MC와 연주자로 활동